# Поримозарічне сільське поселення
Поримозарі́чне сільське поселення (рос. Порымозаречное сельское поселение) — колишнє муніципальне утворення у складі Граховського району Удмуртії, Росія. Адміністративний центр — село Грахово, яке не входить до складу поселення.
Законом Удмуртської Республіки від 17.05.2021 № 47-РЗ ліквідовано через перетворення муніципального району на муніципальний округ.
Населення — 963 особи (2015; 1035 в 2012, 1075 в 2010).

## Склад
До складу поселення входять такі населені пункти:
| Населений пункт         | Населення, осіб (2010) | Населення, осіб (2012) |
| ----------------------- | ---------------------- | ---------------------- |
| Благодатне, присілок    | 194                    | 188                    |
| Великий Шубер, присілок | 4                      | 4                      |
| Зарічний, село          | 356                    | 345                    |
| Порим, присілок         | 521                    | 498                    |

## Господарство
В поселенні діють 2 школи, 3 садочки, 2 бібліотеки , 3 клуби, 3 фельдшерсько-акушерських пункти. Серед підприємств працюють фермерство та Граховський кінний племзавод.